# Dipodium parviflorum
Dipodium parviflorum är en orkidéart som beskrevs av Johannes Jacobus Smith. Dipodium parviflorum ingår i släktet Dipodium och familjen orkidéer. Inga underarter finns listade i Catalogue of Life.